# Colus incisus
Colus incisus är en snäckart som först beskrevs av Dall 1919.  Colus incisus ingår i släktet Colus och familjen valthornssnäckor. Inga underarter finns listade i Catalogue of Life.